# Gagny
Gagny település Franciaországban, Seine-Saint-Denis megyében. Lakosainak száma 40 790 fő (2022. január 1.). Gagny Clichy-sous-Bois, Neuilly-sur-Marne, Chelles, Gournay-sur-Marne, Montfermeil, Le Raincy és Villemomble községekkel határos.

## Népesség
A település népességének változása:
| Lakosok száma | 39 276 | 39 603 | 39 391 | 39 358 | 39 618 | 39 661 | 39 588 | 40 189 | 40 790 |
|               | 2013   | 2015   | 2016   | 2017   | 2018   | 2019   | 2020   | 2021   | 2022   |